# Snowdon
Der Snowdon [ˈsnəʊdən] oder Yr Wyddfa ist der höchste Berg in Wales. Er liegt im Eryri-Nationalpark in der Grafschaft Gwynedd im Norden von Wales. Der Gipfel liegt auf 1085 Metern Höhe. Der englische Name setzt sich zusammen aus snow für Schnee und don (angelsächsisch) für Berg. Auf Walisisch heißt der Gipfel Yr Wyddfa [əɾ 'wɪðva], ⓘ, was „das Grab“ oder „die Gruft“ bedeutet. Am 16. November 2022 beschloss die Verwaltung des Eryri-Nationalparks, künftig den walisischen Namen für den Berg zu verwenden.

## Geographie

Übersichtskarte Snowdon

Das Massiv des Yr Wyddfa ist eines von drei Bergmassiven in Snowdonia. Es besteht aus sechs langen Kämmen und nimmt in etwa das Gebiet zwischen Beddgelert, Pen-y-Pass und Llanberis ein. Im Nordosten schließt sich das Glyderau an, das Moel Siabod im Osten, das Moelwynion im Süden, Moel Hebog, die Nantlle Ridge und Mynydd Mawr im Westen und ebeneres Gebiet erstreckt sich nach Caernarfon bis zur Menai Strait im Nord-Westen. Die Hänge des Yr Wyddfa-Massivs sind im Norden und Osten steil und felsig, im Süden und Westen mit Gras bedeckt. Das Gebirge wurde durch vulkanische Aktivität im Ordovizium geformt und dann durch die Gletscher der Eiszeitalter modelliert. Die Gletscher schufen viele tief eingeschnittene Trogtäler, einige davon weisen Seen auf. Die Bergkette wird komplettiert durch den Crib Goch (923 m), den Lliwedd (898 m) und den Aran (747 m).
Das Massiv des Yr Wyddfa öffnet sich nach Osten und bildet einen Halbkreis, den Snowdon Horseshoe. Die Gipfel Y Lliwedd, Snowdon, Garnedd Ugain (Crib-y-Ddysgl) und Crib Goch stehen dem Tal Dyffryn Mymbyr mit dem Ort Capel Curig gegenüber.
Gipfel
1. Snowdon, (Yr Wyddfa): 1085 m

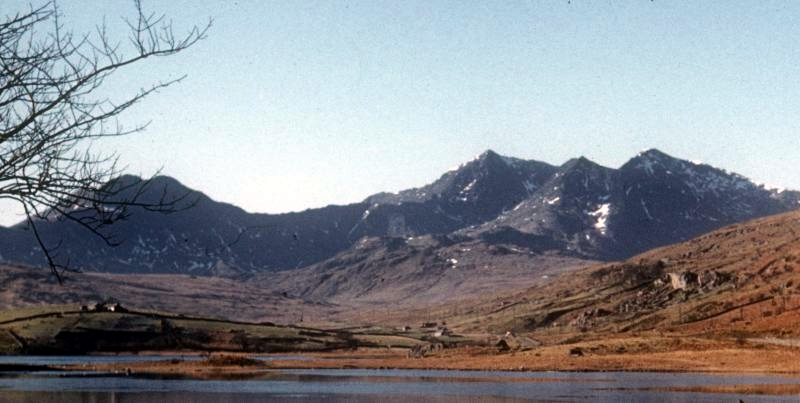
Der Snowdon Horseshoe aus der Richtung von Dyffryn Mymbyr gesehen. Von Links nach Rechts: Y Lliwedd, Snowdon, Crib Goch und Garnedd Ugain (Crib-y-Ddysgl)

2. Garnedd Ugain, (Crib-y-Ddysgl): 1065 m
3. Crib Goch: 923 m
4. Y Lliwedd: 898 m
5. Yr Aran: 747 m
6. Moel Eilio: 726 m
7. Moel Cynghorion: 674 m
8. Foel Gron: 629 m

## Touristische Erschließung
Wanderwege führen über sämtliche Bergkämme zum Gipfel. Die beliebteste Route beginnt beim Llanberis-Pass; sie folgt zwischen Llyn Llydaw und Glaslyn („blauer See“) einem alten Minenpfad und führt dann im Zickzack hinauf zum Bwlch Glas („Blauer Pass“). 1854 schrieb der englische Reiseschriftsteller George Borrow (1803–1881) von Wanderern „so weit das Auge reicht“.
Die Snowdon Mountain Railway, eine Zahnradbahn, führt von Llanberis bis zum Gipfel. In der Bergstation knapp unterhalb des Gipfels befinden sich ein Restaurant und ein Souvenirladen.

## Kletterrouten
Die zahlreichen Felswände der Snowdon-Bergkette spielen eine bedeutende Rolle in der Geschichte des britischen Alpinismus. Die östliche Felswand, genannt Clogwyn Du'r Arddu („die schwarze Klippe“) wurde erstmals 1798 durch Peter Williams und W. Bingley bestiegen, zwei Botaniker, die auf der Suche nach alpinen Pflanzen waren. Die Nordwand Y Lliwedd wurde im späten 19. Jahrhundert erstmals bestiegen und war 1909 das Thema des ersten britischen Buches mit Beschreibungen von Kletterrouten (The Climbs on Lliwedd, geschrieben von J. M. A. Thompson und A. W. Andrews). Sir Edmund Hillary trainierte am Snowdon für seine Besteigung des Mount Everest.
Der Yr Wyddfa ist einer von drei Bergen, die beim National Three Peaks Challenge bestiegen werden. Bei diesen Rennen geht es darum, innerhalb von 24 Stunden die höchsten Berge von Wales, Schottland (Ben Nevis) und England (Scafell Pike) zu besteigen.